# Pachycerianthus delwynae
Pachycerianthus delwynae is een Cerianthariasoort uit de familie van de Cerianthidae. De wetenschappelijke naam van de soort is voor het eerst geldig gepubliceerd in 1995 door Carter.